# EEPROM

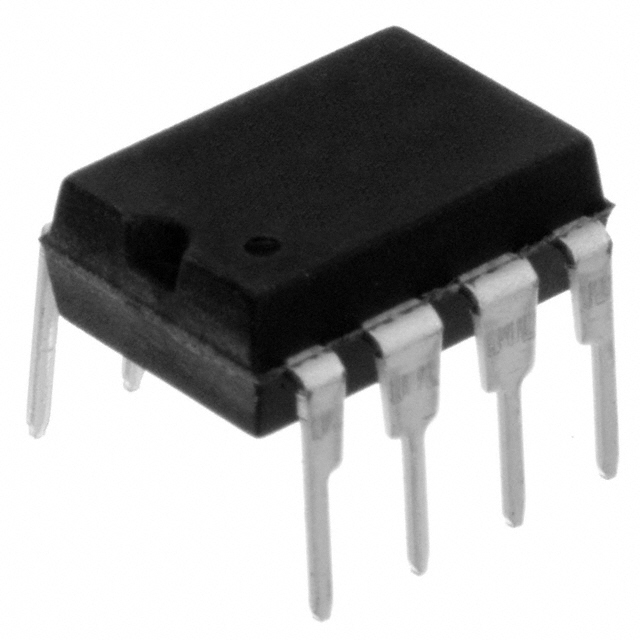
EEPROM

EEPROM (též E2PROM) je anglická zkratka pro Electrically Erasable Programmable Read-Only Memory (Elektricky Vymazatelná Paměť pouze pro čtení). Jedná se o elektricky mazatelnou semipermanentní (nevolatilní) paměť typu ROM-RAM. Paměť má typickou životnost 200 tisíc zápisů (ATMega16) což je řádově více než paměť typu flash, další výhodou pamětí EEPROM je vyšší životnost dat v nich uložených, Typická hodnota Data Retention je 20 let (ATMega16), což je opět řádově více než u pamětí typu flash. Hlavní nevýhodou je vyšší složitost paměťové buňky a s tím související nižší hustota a vyšší cena. Využití této paměti je jako úložiště dat, která se mění častěji než je životnost paměti flash.(např. nastavení hlasitosti u TV)

## Technologie
Při výrobě pamětí EEPROM se používá speciálních tranzistorů vyrobených technologií MNOS (Metal Nitrid Oxide Semiconductor). Jedná se o tranzistory, na jejichž řídící elektrodě je nanesena vrstva nitridu křemíku (Si3N4) a pod ní je umístěna tenká vrstva oxidu křemičitého (SiO2).
Vlastní buňka paměti EEPROM pak pracuje na principu tunelování (vkládání) elektrického náboje na přechod těchto dvou vrstev. Při zápisu dat se přivede na příslušný adresový vodič záporné napětí -U a datový vodič buněk, do nichž se má zaznamenat hodnota 1, se uzemní. Tranzistor se otevře a vznikne v něm náboj, který vytvoří velké prahové napětí. Při čtení se přivede na adresový vodič záporný impuls. Tranzistor s malým prahovým napětím se otevře a vede elektrický proud do datového vodiče, zatímco tranzistor s velkým prahovým napětím zůstane uzavřen.
Vymazání paměti se provádí kladným napětím +U, které se přivede na adresové vodiče. Tunelovaný náboj se tím zmenší a prahové napětí poklesne, čímž je paměť vymazána.